# Oak Park (Illinois)
 Denne artikel omhandler byen i den amerikanske delstat Illinois. Opslagsordet har også en anden betydning, se Oak Park.
Oak Park er en by i den nordøstlige del af staten Illinois i USA. Den ligger i det amerikanske county Cook County og er forstad til storbyen Chicago. Byen har 54.583 (2020, 2020) indbyggere.

## Personer fra Oak Park
- Frank Lloyd Wright (1867–1959), arkitekt og designer
- Edgar Rice Burroughs (1875–1950), forfatter
- Ernest Hemingway (1899–1961), forfatter og journalist
- Betty White (1922–2021), skuespiller og komiker